# Miguel Ángel Ballesteros
Miguel Ángel Ballesteros Cánovas (Alcantarilla, 23 juli 1996) is een Spaans wielrenner die anno 2018 rijdt voor Polartec Kometa.

## Carrière
Als junior nam Ballesteros in 2014 deel aan de wegwedstrijd op het wereldkampioenschap, waarin hij op plek 54 eindigde.
In februari 2018 werd Ballesteros, namens Polartec Kometa, vierde in het jongerenklassement van de Ronde van de Haut-Var. Later dat jaar nam hij onder meer deel aan de Grote Prijs Miguel Indurain en de Klasika Primavera.

## Ploegen
- 2018 –  Polartec Kometa

Ballesteros · Camacho · Cantón · Gamper · Gazzoli · Habtom · Inkelaar · Moschetti · Peña · Ries · Sevilla